# Morbecque
Morbecque (nld. Moerbeke) – miejscowość i gmina we Francji, w regionie Hauts-de-France, w departamencie Nord.
Według danych na rok 1990 gminę zamieszkiwało 2541 osób, a gęstość zaludnienia wynosiła 57 osób/km² (wśród 1549 gmin regionu Nord-Pas-de-Calais Morbecque plasuje się na 315. miejscu pod względem liczby ludności, natomiast pod względem powierzchni na miejscu 2.).